# Apex (Nunavut)
Pour les articles homonymes, voir Apex.
Apex (en inuktitut : Niaqunngut) est une petite communauté rattachée à Iqaluit, la capitale et la plus grande ville du territoire du Nunavut, sur l'île de Baffin, au Canada.

## Dans la culture
- Le film canadien Un ours et deux amants (2016) réalisé par Kim Nguyen a été tourné à Apex.